# Part One
Part One ist das zweite Studioalbum der US-amerikanischen Psychedelic-Rock-Band The West Coast Pop Art Experimental Band und das erste für Reprise Records. Es wurde 1967 erstmals veröffentlicht und erschien 2001 in einer Neuauflage mit überarbeiteten Liner Notes und zwei zusätzlichen Stücken.

## Entstehungsgeschichte
Nachdem die Band 1966 mit „Volume One“ ihr Debütalbum in kleiner Auflage bei der kleinen Plattenfirma Fifo veröffentlicht hatte, erlangte sie mit ihrem neuen Mitglied, Frontmann und Sänger Bob Markley, der auch die Texte schrieb, aufgrund ihrer regelmäßigen Auftritte mit aufwändiger Lightshow eine gewisse Bekanntheit im Raum Los Angeles. So wurde auch die Plattenfirma Reprise Records auf sie aufmerksam. Wegen Streitigkeiten zwischen Bob Markley und Michael Lloyd war an den Aufnahmen zum resultierenden Album auch Ron Morgan als Gitarrist beteiligt, der in der Folge festes Bandmitglied werden sollte.

## Stil und Rezeption
„Part One“ ist ein zwischen Pop und Psychedelic Rock einzuordnendes Album; trotz Bob Markleys schizophren wirkendem Gesang und Stücken wie der Coverversion von Frank Zappas „Help, I’m a Rock“ sind die Lieder zu einem Großteil auf eingängigen Melodien aufgebaut:

“It was still plenty weird, almost to the point of stylistic schizophrenia, but when you got down to it, much of the record was comprised of fairly catchy songs in the neighborhood of two and three minutes.”

„Es ist dennoch ziemlich seltsam, beinahe an dem Punkt stilistischer Schizophrenie angelangt, aber wenn man sich näher damit befasst, besteht das Album aus ziemlich eingängigen Liedern nahe zwei und drei Minuten [Länge].“

Der All Music Guide vergab 4 von 5 Sternen, auf Discogs.com erhielt das Album beinahe 5 von 5 Punkten.

## Titelliste
1. Shifting Sands
2. I Won’t Hurt You
3. 1906
4. Help, I’m a Rock
5. Will You Walk With Me
6. Transparent Day
7. Leiyla
8. Here’s Where You Belong
9. If You Want This Love
10. Scuse Me Miss Rose
11. High Coin